# 26-й Тактический отдел «Лемко»
26-й (Лемковский) Тактический отдел «Лемко» (укр. 26-й (Лемківський) Тактичний відтинок «Лемко») — подразделение Украинской повстанческой армии, которое входило в состав военного округа № 6 «Сан» (УПА-Запад). Создано весной 1945. Действовало на территории Подкарпатского воеводства Польши. Командир ТО-26 — майор «Рен» (Мартин Мизерный) (†24.08.1949).

## Структура
До конца 1945 года существовал один курень, которым командовал «Резун» (Василий Андрусяк). В состав входили четыре сотни:
- 300 человек — сотенный «Ворон»
- 280 человек — сотенный «Конёк» (Михаил Гальо)
- 180 человек — сотенный «Чёрный»
- 130 человек — сотенный «Яр» (Михаил Кучер)

К концу 1945 года большая часть бойцов куреня погибли в боях против поляков. Курень прекратил существование и влился в курень командира «Рена». Согласно показаниям Мирослава Онышкевича, в начале 1946 года командование 26-го тактического отдела было реорганизовано следующим образом:
- командир — «Рен» (Мартин Мизерный)
- заместитель командира — «Конек» (Михаил Гальо)
- оперативный офицер — «Воля» (Роман Дыбко)
- тактический офицер — «Инженер»
- политический офицер — «Вернигора» (Николай Фрыз[укр.])
- офицер по работе с личным составом — «Кайданец»
- адъютант командира — «Галахан»
- секретарь — «Ростислав»

В дальнейшем в составе 26-го ТО были два куреня:
- 1-й лемковский курень — командир «Рен» (Мартин Мизерный; 11.1945 — распущен 1947; ум. 24.08.1949)
  - Отдел 94 «Ударники-1» — сотенный «Дидык» (Франц Григорович), сотенный «Бродич» (Роман Гробельский[укр.]; ум. 8.02.1949)
  - Отд. 96 «Ударники-3» — сотенный «Бурый» (Владимир Масник), сотенный «Бор» (Василий Шишканинец; ум. 28.02.1948)
  - Отд. 95а «Ударники-5» — сотенный «Хрен» (Степан Стебельский)
  - Отдел 95б «Ударники-8» — сотенный «Стах», сотенный «Крилач» (Ярослав Коцёлок), сотенный «Стах»
- 2-й Перемышлянский курень — командир «Конек» (Михаил Гальо, ум. 7.01.1946), куренной «Байда» (Николай Савченко)
  - Отдел 95 «Ударники-2» — сотенный «Громенко» (Михаил Дуда), сотенный «Орский» (Дмитрий Карванский; ум. 7.01.1946), сотенный «Громенко» (Михаил Дуда; ум. 7.07.1950)
  - Отдел 94а «Ударники-4» — сотенный «Бурлака» (Щигельский Владимир; ум. 7.04.1949)
  - Отдел 96а «Ударники-6» — сотенный «Барон», сотенный «Сруб», сотенный «Яр» (Михаил Кучер), сотенный «Крылач» (Ярослав Коцёлек; ум. 13.06.1947)
  - Отдел 94б «Ударники-7» — сотенный «Ласточка» (Григорий Янковский; ум. 5.06.1947)
  - Отдел ?? (Без названия) — сотенный «Ворон»
- Отдельная сотня — сотенный «Мирон» (Владимир Хошко)
- Отдельная сотня — сотенный «Смирный» (Михаил Федак[пол.])

Имена сотен обоих куреней были даны по псевдониму «Ударник» Якова Чёрного.

## Хронология сражений отрядов УПА из отдела «Лемко»

### 1944 год
- 25 июня — бывший комендант Украинской вспомогательной полиции в селе Яворник-Руски — Владимир Щигельский создает из его бывших сослуживцев сотню УПА «Ударники-4» в составе куреня «Байды».
- 30 июля — отряд УПА (вероятно сотня «Хрена») напал на Среднее Село[укр.]. Убито 11 поляков.
- 4 августа 1944 года перестрелка в селе Стежница[укр.] между сотней УПА под командованием «Бурлаки» и советскими партизанами из соединения Михаила Шукаева, шестеро бойцов УПА были убиты[1].
- 6 августа — нападение сотни Владимира Щигельского на Балигород[укр.], убито 42 поляка[2].
- 15-16 августа — отряд УПА (вероятно сотня «Бора») напал на село Мучне[пол.] (Гмина Лютовиска). Погибло 74 поляка[3].
- В начале сентября 1944 при переходе куреня «Рена» (Мартина Мизерного) линии фронта состоялся трехчасовой бой с венгерским батальоном (400 человек) на Ужокском перевале. Оказавшись в невыгодном положении (курень «Рена», который находился на горе, осуществлял минометный обстрел венгерских позиций в маленьком приселке на склоне), венгерское войско подняло белый флаг и было полностью разоружено повстанцами. При этом бойцы УПА сняли забрали у венгров все обмундирование, отдав им взамен свою гражданскую одежду[4].
- 29 сентября — во время пребывания куреня «Рена» в Лавочном, которое уже было оставлено венграми и немцами, но еще не захвачено РККА, отряд был внезапно обстрелян миномётным огнём венгров, в результате чего несколько уповцев получили ранения. В ответ «Рен» отправил к венграм делегацию с белым флагом с целью прекратить огонь. Венгры извинились за инцидент, отметив, что по ошибке приняли отряд УПА за большевиков[5].
- 28 октября — бой УПА с войсками НКВД под селом Лещава-Горная[укр.]. В битве принимала участие сотня УПА «Ударники-5», под командованием Степана Стебельского («Хрена»). Стебельский был ранен в обе руки: одна из них навсегда осталась парализованной. Бой шел более 15 часов, причем к советским частям подошло подкрепление (до 800 человек с броневиками). По данным УПА, части НКВД потеряли 207 человек, два броневика и 13 грузовиков. УПА оценила свои потери в 17 убитых (в том числе сотенный командир «Фома»), восемь раненых, троих умерших от ран позднее[6].

### 1945 год
- 20 апреля — сотня УПА «Хрена» (Степана Стебельского) напала на село Боровница[укр.]. Убито 66 поляков[7].
- 15 сентября — нападение куреня УПА «Рена» на село Одрехова[укр.], убито 10 поляков.
- 22 октября — первая атака УПА на Бирчу. Нападение осуществили: курень «Конька» (Михаила Гальо). Также им на помощь прибыл из-за «линии Керзона» курень УПА под командованием «Прута» (Павла Вацика). Бой длился около четырех часов. Погибло 17 солдат польской армии и 12 мирных жителей были убиты, согласно телеграмме польской милиции. Среди жертв были, в частности, три женщины и ребенок. Один из местных украинцев также погиб. 11 жилых домов, армейских казарм и лесопилка были сожжены[8].Потери УПА составили 4 убитых и 6 раненых.
- 11 декабря 1945 года — сотня «Бурлаки» предприняла попытку освободить военнопленных (в основном немцев) из лагеря в Негрибке[укр.] близ Перемышля. «Бурлака» хотел за счет бывших солдат вермахта усилить собственный отряд. Акция закончилась неудачей, в основном из-за отказа пленников покинуть лагерь[9].

### 1947 год
- 28 марта — сотня УПА «Хрена» (Степана Стебельского) организовала покушение на заместителя министра обороны Польши, генерала Кароля Сверчевского.
- 11 мая — сотня УПА «Ударники-8» разгромлена у селя Рябе[укр.]  разгромлена двумя ротой KBW и ротой 11-го пехотного полка Войска Польского[пол.] менее чем через полчаса этот отряд УПА прекратил свое существование.